# Фарамунд (крал)
Фарамунд (на латински: Faramundus; Faramund; също Pharamund, на френски: Pharamond) е легендарен крал на салическите франки от 420 до 426/428 г.

## Биография
Според книгата за франките Liber Historiae Francorum той е син на Маркомер (Marcomeres, Marchamirus, Marchomir), вожд на ампсивариите и хатите. Баща е на Клодион (Chlodio, упр. 427/428 – 447/448 г.).
Смята се за първия крал от Меровингите.